# Diablo III Collector’s Edition Soundtrack
Diablo III Collector’s Edition Soundtrack lub Diablo III Original Soundtrack – oficjalna ścieżka dźwiękowa z gry Diablo III, skomponowana przez Russella Browera, Dereka Duke’a, Glenna Stafforda, Josepha Lawrence’a, Neala Acree, Laurence’a Jubera i Edo Guidottiego. Podczas sesji orkiestrowych, Brower próbował stworzyć ją w stylu wagnerowskim na podobieństwo ścieżki dźwiękowej z dodatku do Diablo II, Lord of Destruction. Podobna kompozycja została wykorzystana również w zwiastunie gry. W tworzeniu ścieżki dźwiękowej brała także udział irlandzka grupa chóralna Anúna. Browder stwierdził: „Mieliśmy nagrać dwa utwory chóralne: jeden dla Nieba i jeden dla Piekła. Podczas pracy mieliśmy konwencjonalne oczekiwania, i tak Piekło ma piękny i uwodzicielski dźwięk, wykonany przez wyjątkowo zadziwiającą grupę chóralną Anúna z Dublina”. Album został wydany 15 maja 2012 roku przez Blizzard Entertainment na płycie CD (dostępna tylko w edycji kolekcjonerskiej) i do cyfrowego ściągnięcia na stronie iTunes (w formacie m4a).
W ramach ścieżki dźwiękowej został stworzony również utwór „Uwertura”, uważany za główny motyw z Diablo III. Za jego wykonanie odpowiada kompozytor Russell Brower oraz The Eminence Symphony Orchestra. Utwór został wydany na singlu w dniu 29 lipca 2008 roku na iTunes.

## Formaty i listy utworów
CD, digital download:
| Nr  | Tytuł utworu                    | Długość |
| --- | ------------------------------- | ------- |
| 1.  | „And The Heavens Shall Tremble” | 2:23    |
| 2.  | „The Eternal Conflict”          | 2:37    |
| 3.  | „New Tristram”                  | 5:15    |
| 4.  | „Demon Hunter”                  | 2:58    |
| 5.  | „Black Soulstone”               | 2:47    |
| 6.  | „Azmodan”                       | 1:58    |
| 7.  | „Witch Doctor”                  | 1:17    |
| 8.  | „Tamoe Highlands”               | 4:18    |
| 9.  | „I Am Justice”                  | 1:57    |
| 10. | „Barbarian”                     | 0:57    |
| 11. | „Arreat”                        | 3:56    |
| 12. | „Leoric”                        | 8:10    |
| 13. | „Monk”                          | 1:27    |
| 14. | „Incantation”                   | 2:17    |
| 15. | „Bastion's Keep”                | 7:31    |
| 16. | „Wizard”                        | 1:17    |
| 17. | „Caldeum”                       | 7:11    |
| 18. | „Evil Reawakened”               | 3:29    |
| 19. | „Garden of Hope”                | 3:25    |
| 20. | „Heaven's Gate”                 | 2:42    |
| 21. | „A Tenuous Bond”                | 4:50    |
| 22. | „A New Dawn”                    | 2:26    |
| 23. | „Leah”                          | 2:36    |
|     |                                 | 1:17:44 |

## Twórcy i personel pracujący nad ścieżką dźwiękową
- Skomponowana przez Russella Browera, Dereka Duke’a, Glenna Stafforda, Josepha Lawrence’a, Neala Acree, Laurence’a Jubera i Edo Guidottiego z Blizzard Entertainment.
- Za wykonanie odpowiada Pacific Symphony pod dyrekcją Eímear Noone.
- Ścieżka dźwiękowa została nagrana w: Segerstrom Center for the Arts, Renée And Henry Segerstrom Concert Hall w Costa Mesa w Kalifornii, USA; Windmill Lane Studios w Dublinie w Irlandii oraz Abbey Road Studios (Nr.2) w Londynie w Wielkiej Brytanii.
- Zmiksowana przez Johna Kurlandera i Atlantis Group w Santa Monica w Kalifornii, USA.

Źródło: